# Laura Yusem
Laura Sofovich, conocida artísticamente con su apellido materno Laura Yusem (Buenos Aires, 13 de noviembre de 1939) es una directora de teatro argentina. En 1991 le otorgaron el Premio Konex Diploma al Mérito. Además de directora teatral, Yusem es bailarina y coreógrafa en compañías de danza contemporánea en Argentina, Perú y Cuba. En 2005 recibió la distinción Mujeres Destacadas de la UNESCO.

## Biografía
Hija del abogado Bernardo Sofovich y de Berta Yussen, tiene una hermana Alcira Nora. Es sobrina de los escritores Luisa Sofovich y Manuel Sofovich, padre de los productores Gerardo y Hugo Sofovich.

## Trayectoria
Se formó en la danza con Ana Itelman, desde los 12 años. Además, estudió teatro con Augusto Fernandes, Juan Carlos Gené y Agustín Alezzo. A los 15 años debutó como bailarina en una obra de Ana Itelman.
Comenzó su carrera como directora teatral y periodística en 1970. Entre 1971 y 1980, escribió sobre ballet en el diario Clarín.
En 1981, dirigió El casamiento de Witold Gombrowicz.
En 2000, estrenó Prometeo olvidado.
En 2004, estrenó Carmen en el Teatro Colón.
En 2005, dirigió y actuó en El caso Vania, de Anton Chéjov.
En 2007, estrenó El último yankee, de Arthur Miller, en el Teatro Regio del Complejo Teatral de Buenos Aires.

## Premios y reconocimientos
- Su obra Boda blanca recibió el premio Molière a Mejor Dirección.[3]
- Sus obras Paso de dos y Penas sin importancia recibieron el premio Pepino el 88 a Mejor Dirección.[3]
- Su obra Boda blanca recibió el premio Florencio a Mejor Espectáculo Extranjero en la República Oriental del Uruguay.[3]
- En 1982, por la obra de Griselda Gambaro, La Malasangre, recibió el premio ACE a Mejor Dirección.[3]
- En 1991 le otorgaron el Premio Konex Diploma al Mérito.[2]
- En 2005 le otorgaron la distinción Mujeres Destacadas de la Unesco.[3]

## Vida personal
Nació el 13 de noviembre de 1939, hija de una maestra rural comunista de la Patagonia. Se cambió su nombre de Laura Sofovich Yussen (Sofovich por su padre y Yussen por su madre) a Laura Yusem para diferenciarse de su familia.
Es sobrina del escritor español Ramón Gómez de la Serna, sobrina de la escritora Luisa Sofovich, prima del director Gerardo Sofovich, prima del director Hugo Sofovich.